# Apataelurus
Apataelurus ist eine ausgestorbene Gattung aus der Gruppe der Oxyaenodonta, räuberisch lebenden Vertretern der Höheren Säugetiere. Sie lebte im Mittleren Eozän vor etwa 48 bis 40 Millionen Jahren. Ihr bisher spärlich belegtes Fossilmaterial, das weitgehend nur Kieferreste umfasst, wurde sowohl in Nordamerika als auch in Ostasien entdeckt. Die Tiere zeichneten sich durch ein stark an eine fleischfressende Ernährungsweise angepasstes Gebiss aus. Besonderes Kennzeichen war ein säbelzahnartig verlängerter oberer Eckzahn, was durch eine entsprechende flanschartige Ausstülpung des Unterkiefers als Schutzfunktion angezeigt wird. Möglicherweise kann auch ein Teilskelett, ebenfalls aus Nordamerika, Apataelurus zugewiesen werden. Dessen Merkmale machen eine baumkletternde Lebensweise wahrscheinlich. Die Gattung wurde im Jahr 1937 wissenschaftlich eingeführt. Es sind heute zwei Arten anerkannt.

## Merkmale
Apataelurus ist nur über weniges Fossilmaterial nachgewiesen, das unzweifelhaft der Gattung zugesprochen werden kann. Es handelt sich ausnahmslos um Reste des Unterkiefers. Der bedeutendste Fund ist ein nahezu vollständiger Unterkiefer mit beiden Ästen, der einen Teil der hinteren Zähne enthält. Anhand der vorhandenen Alveolen ist eine Zahnformel mit 2 Schneidezähnen, 1 Eckzahn, 4 Prämolaren und 2 Molaren wahrscheinlich. Der Unterkiefer wies eine Länge von 14,9 cm auf, unterhalb des ersten Mahlzahns war er 2,7 cm hoch. Nach vorn wurde der horizontale Knochenkörper merklich höher und endete im Bereich der Symphyse in einem flanschartigen Auszug nach unten. Derartige Ausstülpungen gelten als typisch für Beutegreifer, deren obere Eckzähne deutlich verlängert waren, wie es beispielsweise bei den Säbelzahnkatzen oder den Nimravidae der Fall ist. Sie gaben dem Eckzahn Schutz bei geschlossenem Gebiss. Am aufsteigenden Ast bestand eine tiefe Fossa masseterica (Kaumuskelgrube) mit scharfen Rändern, an der der Masseter-Kaumuskel ansetzte. Der Kronenfortsatz war stark reduziert und saß sehr niedrig. Dies trifft auch auf den Gelenkfortsatz zu, der unterhalb der Zahnebene endete. Der gesamte Unterkiefer erreichte hier nur eine Höhe von 1,8 cm. Sowohl die flanschartige Ausstülpung des vorderen Unterkieferabschnittes als auch die extrem niedrige Lage des Kronenfortsatzes waren in Apataelurus stärker ausgebildet als im Vergleich zum nahe verwandten Machaeroides.
Die unteren Schneidezähne zeichnen sich anhand der Alveolen als klein und engstehend ab, der untere Eckzahn war größer und seitlich verschmälert, insgesamt aber nicht so ausgeprägt wie bei heutigen Raubtieren. Von den erhaltenen hinteren Zähnen erwies sich der dritte Prämolar als klein, stärker zurückgebildet als noch bei Machaeroides, der vierte jedoch als ausgesprochen groß. Beide verfügten über drei Höcker, die in einer Linie standen und von denen jeweils der mittlere, das Protoconid, die anderen deutlich überragte. Es neigte sich außerdem leicht nach hinten. Der erste Molar war wiederum kleiner. Die Anzahl der spitzen Buckel auf der Kauoberfläche, die bei den meisten Beutegreifern drei umfassen (Paraconid, Protoconid und Metaconid) und das sogenannte Trigonid bilden, war durch das Fehlen des Metaconids reduziert. Das Talonid saß niedrig, war gestreckt und einfach gestaltet, da als Höckerchen lediglich das Hypoconid bestand. Die auffälligste Bildung stellte der zweite Molar dar. Er war extrem vergrößert und lang mit einer klingenartig gestalteten Schneidfläche, die an den jeweiligen Enden durch zwei spitze Höcker (Paraconid und Protoconid) aufgehöht war. Das Metaconid fehlte hier ebenfalls, zusätzlich war das Talonid zurückgebildet. In seiner gesamten Struktur erinnert der Zahn an die Reißzähne heutiger Katzen. Die Zahnreihenlänge vom vorderen Schneidezahn bis zum letzten Mahlzahn erstreckte sich über 10,2 cm, die sechs Backenzähne beanspruchten davon 5,9 cm, wovon wiederum 1,9 cm auf den letzten Mahlzahn entfielen.

## Fossilfunde
Es sind nur wenige Funde bekannt, die eindeutig zu Apataelurus gestellt werden können. Diese streuen zudem relativ weit und fanden sich sowohl in Nordamerika als auch in Ostasien. In allen Fällen handelt es sich bisher um Gebissreste. Der bedeutendste und die Gattung definierende Fossilrest kam aus Ablagerungen des Mittleren Eozäns des Uinta Basin im Nordosten des US-Bundesstaates Utah zu Tage. Eine genaue Fundlage wird nicht angegeben, doch handelt es sich um Sedimente, die regionalstratigraphisch dem Uintum zugewiesen werden, der Fund dürfte somit zwischen 48 und 40 Millionen Jahre alt sein. Es handelt sich um zwei zusammengehörige Unterkieferhälften, die nahezu vollständig sind und deren rechtes Exemplar noch vier, das linke zwei Backenzähne enthält. Zuzüglich kommen die Alveolen der übrigen Zähne hinzu. Ein weiterer Unterkiefer wurde in der Santiago-Formation des San Diego County in Kalifornien entdeckt. Der Verweis auf das Schichtglied C der Gesteinseinheit als Fundhorizont spricht für eine Altersstellung im späten Abschnitt des Uintums. Auch dieser Unterkiefer enthielt nur einzelne Backenzähne. Die anhand der vollständigen Alveolenserie messbare Zahnreihenlänge von 5,1 cm ist nur halb so lang wie bei dem Fund aus Utah und deutet somit auf ein deutlich kleineres Individuum hin. Das dritte Fundobjekt besteht aus einem Unterkieferfragment mit zwei Backenzähnen. Es lagerte in der Hetaoyuan-Formation bei Pishigou im Liguanqiao-Becken in der zentralostchinesischen Provinz Henan. Die Gesteinseinheit datiert lokalstratigraphisch in das Irdinmanhum und weist somit ein Alter zwischen 47 und 41 Millionen Jahren auf.
Abseits dieser eindeutigen Fossilfunde wurde ein Teilskelett beschrieben, das eventuell Apataelurus zuzuweisen ist. Es entstammt dem Myton Member der Uinta-Formation im Uinta Basin von Utah. Das Myton Member gehört der Spätphase des Uintums an. Die Skelettteile umfassen neben einigen stark zerstückelten Schädel- und Gebissresten insgesamt 29 Wirbel, Fragmente des rechten Schulterblattes, das Becken, alle Langknochen und einzelne Elemente des Hand- und Fußskelettes. Aufgrund der Größe der Funde handelt es sich hierbei ebenfalls um ein eher kleines Individuum.

## Paläobiologie
Es liegen nur wenige Informationen zur Paläobiologie vor. Das Gebiss von Apataelurus zeichnet diesen als hochspezialisierten Beutegreifer aus, ähnlich den anderen Mitgliedern der Machaeroidinae. Das zeigt sich vor allem in der hypercarnivoren Ausprägung des Gebisses, bei der weitgehend die schneidenden Elemente der Kauoberfläche der Backenzähne betont sind, während andere Strukturen, die sich etwa zum Durchlöchern oder Zerbrechen eignen, zurückgebildet sind. Fast alle Oxyaenodonten, von denen das Körperskelett zumindest in Teilen bekannt ist, wiesen einen langgestreckten Körperbau mit kurzen, robusten Beinen auf, bei denen die Endabschnitte nicht verlängert waren. Anhand des Fußskelettes kann bei den Tieren auf einen Sohlengang geschlossen werden. Sofern das partielle Skelett aus der Uinta-Formation Apataelurus zuweisbar ist, trifft das auch auf diesen zu, ebenso wie auf die Schwestergattung Machaeroides, von der zusätzlich einzelne Elemente des Bewegungsapparates überliefert sind. Die bei dem Uinta-Skelett gut ausgeprägte Schulterregion mit einem wohl gerundeten, wenig verlagerten Gelenkkopf des Oberarmknochens ermöglichte eine weite Rotation des Vorderbeins. Auf eine kräftige Armmuskulatur deutet wiederum die deltopectorale Knochenleiste am Humerusschaft. Auch der untere Abschnitt des Arms war sehr bewegungsfähig, was einzelne Gelenkfazetten am Speichenkopf anzeigen, ebenso wie der Schaftverlauf des Knochens. An den Hinterbeinen saß der große Rollhügel im Vergleich zum Gelenkkopf des Oberschenkelknochens sehr niedrig, während der Knöchel wiederum klein war und seitliche Bewegungen des Fußes erlaubte. Dies sind alles Merkmale, die heute bei kletternden Säugetieren auftreten. Es ist daher anzunehmen, dass die Machaeroidinae, und wahrscheinlich auch Apataelurus, an eine arboreale (in Bäumen lebende) oder zumindest scansorische (teils in Bäumen kletternde) Lebensweise angepasst waren. Mit Hilfe der beweglichen Vorderbeine konnten die Tiere außerdem ihre Beute packen und manipulieren.

## Systematik
Apataelurus ist eine Gattung aus der ausgestorbenen Familie der Oxyaenidae innerhalb der ebenfalls erloschenen Ordnung der Oxyaenodonta. Die Oxyaenodonta wurden ursprünglich in die Gruppe der Creodonta eingeordnet, welche im Deutschen teilweise die etwas irreführende Bezeichnung „Urraubtiere“ trägt. Teilweise galten die Creodonta als Schwestergruppe der heutigen Raubtiere (Carnivora) innerhalb der übergeordneten Gruppe der Ferae. Sie bilden jedoch phylogenetischen Untersuchungen zufolge keine geschlossene Einheit. Daher wurden sie in die Hyaenodonta und die Oxyaenodonta aufgespalten. Beide Gruppen kennzeichnet die gegenüber den Raubtieren weiter nach hinten im Gebiss verlagerte Brechschere. Bei den Oxyaenodonta umfasste sie hauptsächlich den ersten oberen und zweiten unteren Molar unter Einbeziehung des letzten oberen Prämolaren und des ersten unteren Molars. Damit lag sie etwas weiter vorne als bei den Hyaenodonten. Abweichend von diesen hatten die Oxyaenodonta außerdem die letzten Mahlzähne reduziert. Der überwiegende Teil der Funde der Oxyaenodonta stammt aus Nordamerika, einige wenige sind auch aus Eurasien belegt. Ihr erstes Auftreten hatte die Gruppe bereits im Oberen Paläozän vor etwa 60 Millionen Jahren, sie verschwanden allerdings wieder im Verlauf des Eozäns.
Innerhalb der Oxyaenodonta wird Apataelurus zur Unterfamilie der Machaeroidinae gestellt. Hierbei handelt es sich um eine bisher formenarme Gruppe, zu der zusätzlich noch Machaeroides und Diegoaelurus gehören. Die Vertreter der Machaeroidinae stellen hochspezialisierte Beutegreifer dar, bei denen sich nicht nur ein extrem großer, klingenartiger hinterer unterer Molar entwickelt hatte, sondern die auch einen säbelzahnartig verlängerten oberen Eckzahn aufwiesen. Um diesen abzufangen und ihm Schutz zu bieten, war am vorderen Ende des Unterkiefers eine nach unten ausgezogene flanschartige Knochenerweiterung ausgebildet. Dadurch repräsentieren die Machaeroidinae die frühesten säbelzahnartigen Beutegreifer. Die Zugehörigkeit der Machaeroidinae zu den Oxyaenodonta war nicht immer gegeben. Leigh Van Valen sah die Gruppe im Jahr 1967 innerhalb der Limnocyoninae und damit in einem näheren Verhältnis zu den Hyaenodonta eingeordnet. Van Valen stand dadurch in Tradition mit anderen Forschern wie etwa George Gaylord Simpson, der dies 1945 in seiner generellen Klassifikation der Säugetiere ebenfalls so gesehen hatte. Der Erstbeschreiber von Machaeroides, William Diller Matthew, schwankte im Jahr 1909 bei der Aufstellung der Gattung und der Unterfamilie der Machaeroidinae noch zwischen den Oxyaenidae und den Limnocyoninae. Eine nähere Verwandtschaft zu den Oxyaenodonta wurde erst im Jahr 1986 durch Mary R. Dawson und Kollegen über verschiedene Schädelmerkmale herausgearbeitet. Diese Verbindung konnte auch im Jahr 2019 durch ein Teilskelett bestätigt werden. Als wahrscheinlich nächster Verwandter von Apataelurus kommt Diegoaelurus in Betracht.
Die Gattung Apataelurus wurde im Jahr 1937 durch William Berryman Scott wissenschaftlich erstbeschrieben. Die nur wenige Zeilen umfassende Schrift erschien in der Fachzeitschrift Science und stellt den Holotypus-Unterkiefer vor (Exemplarnummer: CM 11920). Dieser war ein Jahr zuvor im Uinta Basin im nordöstlichen Teil des US-Bundesstaates Utah gefunden worden. Scott zog einen kurzen Vergleich zur Gattung Eusmilus, die nach dem heutigen Verständnis zu den Nimravidae gehört und damit ein eindeutiger Angehöriger der Raubtiere ist. Die generelle Ähnlichkeit zu säbelzahnkatzenartigen Raubtieren drückt sich auch im Gattungsnamen aus (aus dem Griechischen von ἀπάτη (apátē) für „Täuschung“ oder „Betrug“ und αἴλουρος (aílouros) für „Katze“). Nur ein Jahr später veröffentlichte Scott einen weitaus umfangreicheren Aufsatz, in dem er Apataelurus ausführlich vorstellte und auch den Unterkiefer abbildete. In diesem korrigierte er seine Ansicht und verschob seine neue Gattung in die Nähe zu Machaeroides und damit in seiner Auffassung zu den Oxyaenidae.
Es sind heute zwei Arten von Apataelurus anerkannt:
- A. kayi Scott, 1937
- A. pishigouensis (Tong & Lei, 1986)

A. kayi bildet die Nominatform und stammt aus Utah in Nordamerika mit dem Holotypus als Belegmaterial. A. pishigouensis wiederum wurde anhand eines Unterkieferfragments aus Ostasien eingeführt. Die Erstbeschreiber dieser Form sahen sie 1986 noch in der Gattung Propterodon und damit innerhalb der Hyaenodonta eingebettet, was allerdings im Jahr 2019 Shawn P. Zack unter Verweis auf die sich am vorderen Teil des Bruchstücks abzeichnende flanschartige Ausstülpung des Unterkieferkörpers korrigierte. Die Art ist auffallend kleiner als die Typusform. Eine eventuell dritte, derzeit unbeschriebene Art von gleichfalls geringeren Ausmaßen liegt aus Kalifornien vor, repräsentiert über einen Unterkiefer.